# Герб Першого Травня
Герб Зо́ряного — один з офіційних символів села Зоряне Дніпровського району Дніпропетровської області, затверджений 10 листопада 2010 р. рішенням № 133/V сесії Любимівської сільської ради.

## Опис
Щит вигнуто перетятий, на верхньому золотому полі стоїть козак у лазуровому вбранні з рушницею на плечі і шаблею на боці, на нижньому зеленому золотий перев'язаний срібною мотузкою сніп пшениці, на відділеній хвилеподібно лазуровій базі пливе срібна риба. Щит обрамований золотим декоративним картушем. На лазуровому бурелеті золотий напис «Перше Травня» (попередня назва села).

## Значення символів
Символіка герба нагадує про історичні зв'язки з запорізьким козацтвом. Постать козака (фігура, запозичена з герба області) вказує на адміністративно-територіальну приналежність села. Сніп пшениці є символом сільського господарства, основи економіки села. База символізує Дніпро, на березі якого розташоване село.